# Albert Janus

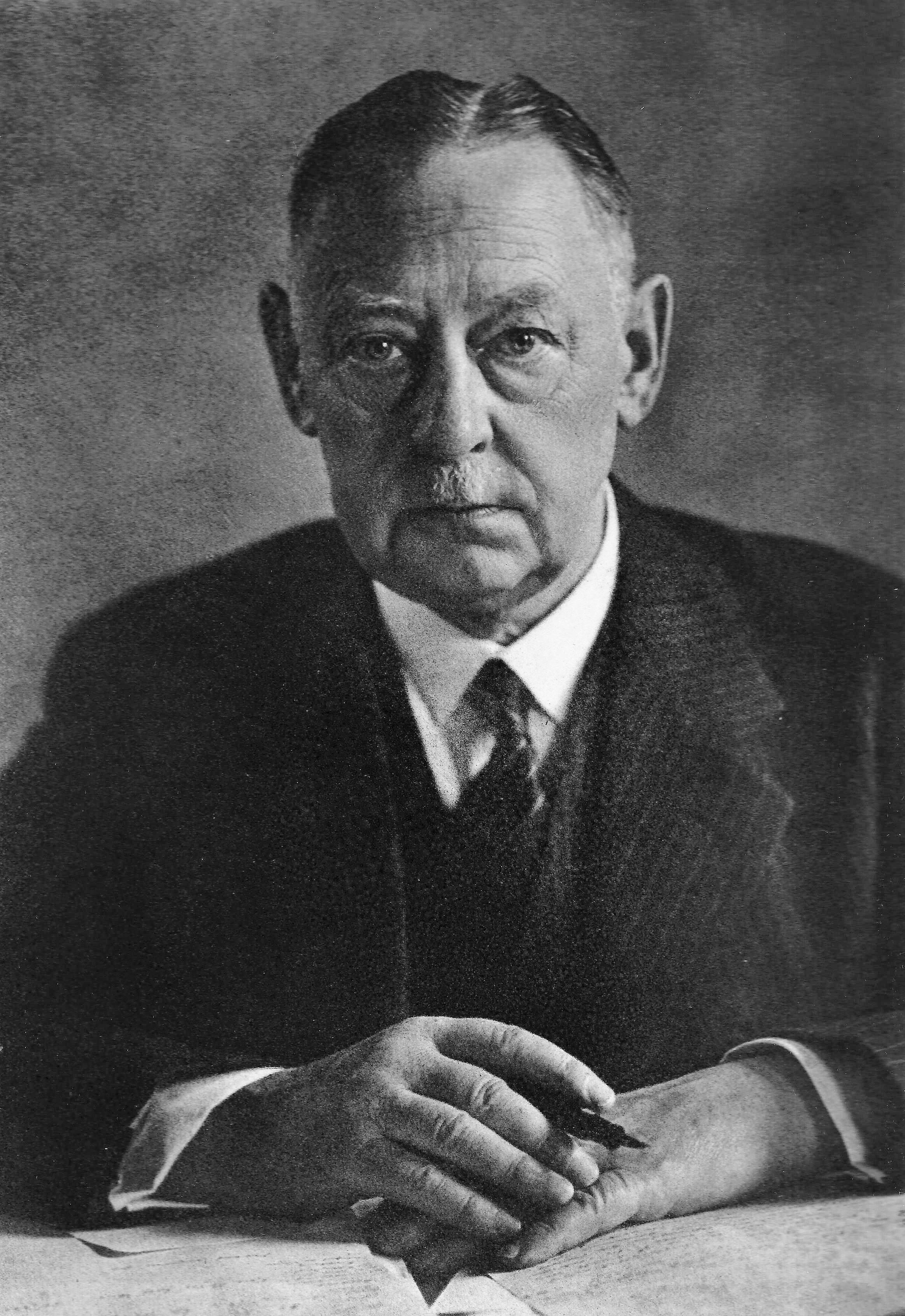
Dr. phil. h.c. Albert Janus

Albert Janus (* 11. Januar 1874 Barop bei Dortmund; † 20. Januar 1949 Stolberg/Rheinland) war ein bedeutender Unternehmer des Steinkohlebergbaus im Ruhrgebiet. Er arbeitete sein gesamtes Berufsleben für das Rheinisch-Westfälische Kohlensyndikat (RWKS), die zentrale Absatzorganisation des westdeutschen Steinkohlebergbaus, von 1918 bis 1943 als Vorstandsvorsitzender und ab 1928 mit dem Titel Generaldirektor.

## Leben und Beruf

### Familie
Im Süden Dortmunds geboren, wuchs Albert Janus mit seinem 1870 geborenen Bruder Friedrich in kleinbürgerlichen Verhältnissen auf. Eine Schwester Alma scheint früh verstorben zu sein. Die Brüder wurden von der Mutter die längste Zeit allein erzogen. Albert Janus heiratete am 6. Oktober 1903 in Overpelt/Belgien die aus einer Unternehmerfamilie der Nichteisen-Metallindustrie stammende Marie Albertine Schulte (1879–1938). Aus der Ehe gingen zwei Söhne und zwei Töchter hervor. Albert Janus starb am 20. Januar 1949 im Haus seiner ältesten Tochter Hilde Wirtz in Stolberg/Rheinland. Er wurde in Essen auf dem Friedhof an der Meisenburgstraße beigesetzt.

### Schule und Ausbildung
Nach Abschluss der Volksschule besuchte Albert Janus die Dortmunder Gewerbeschule. Seine kaufmännische Ausbildung absolvierte Janus auf der Dortmunder Zeche Louise Tiefbau. Auf den Neunzehnjährigen wurde Anton Unckell, kaufmännischer Direktor der Dortmunder Zeche Tremonia aufmerksam, der zusammen mit Emil Kirdorf zu den maßgeblichen Gründern des RWKS gehörte. Unckell beschäftigte Janus als seinen Sekretär beim Dortmunder Kohlenverkaufsverein und nahm ihn als erster Vorsitzender des RWKS 1893 dorthin mit.

### Tätigkeit beim Rheinisch-Westfälischen Kohlensyndikat
Janus wurde 1904 Vorstandsmitglied des RWKS. 1918 wurde Janus zum Vorstandsvorsitzenden ernannt und führte ab 1928 den Titel Generaldirektor. Mit dem 50-jährigen Firmenjubiläum des RWKS im Februar 1943, das zugleich sein 50-jähriges Dienstjubiläum war, schied Janus aus der operativen Unternehmensleitung aus und wechselte in den Aufsichtsrat. Das von Albert Janus geleitete RWKS war als Industriekartell die zentrale Absatzorganisation fast aller westdeutscher Steinkohle-Bergwerksunternehmen und ab 1934 auch der Zechen des Aachener Reviers und ab 1935 des Staatsbergbaus an der Saar.  Seit seiner Gründung 1893 hatte das RWKS seinen Sitz in Essen. Nur während der französischen Besetzung des Rheinlands 1923 verlegte das RWKS seinen Sitz vorübergehend nach Hamburg, wo Janus die Geschäfte aus dem Kirdorf-Haus am heutigen Ballindamm bis zum Zusammenbruch des passiven Widerstands gegen die französische Besetzung führte. Nach dem Ende des Zweiten Weltkrieges wurde das RWKS von der britischen Besatzungsmacht aufgelöst und die Dekartellierung des deutschen Steinkohlebergbaus der 1947 gegründeten Deutschen Kohlebergbau-Leitung DKBL übertragen.

### Kohleversorgung und Handelsschifffahrt
Über das Frachtcontor Junge versorgte das RWKS u. a. die ausländischen Bunkerplätze der deutschen Handelsflotte für die damals ganz überwiegend mit Kohle befeuerten Frachtschiffe mit Steinkohle. Für Kohle- und Erztransporte unter deutscher Flagge wurde 1920 die Seereederei Frigga gegründet, die mehrheitlich dem RWKS gehörte und an der sich Frachtcontor Junge mit 25 % beteiligte. Janus war Aufsichtsratsmitglied seit 1910 und Aufsichtsratsvorsitzender der Frachtcontor von 1918–1943 und gehörte auch dem Aufsichtsrat der Seereederei Frigga an. Während Frachtcontor und Frigga das Auslandsgeschäft mit Steinkohle- und Erztransporten unterstützten, war die Westfälische Transport-Aktien-Gesellschaft WTAG, 1897 in Dortmund gegründet, mit ihrer Binnenschiffflotte im inländischen Kohle- und Erztransport führend. Das RWKS war an der WTAG mehrheitlich beteiligt und Albert Janus gehörte ihrem Aufsichtsrat von 1917–1949 an. Ein weiteres Aufsichtsratsmandat hatte Janus bei der Münsterischen Schiffahrts- und Lagerhaus-Gesellschaft MSLAG inne. Mindestens vier Schiffe waren auf den Namen Albert Janus getauft worden, drei Massengutfrachter der Seereederei Frigga und ein Binnenschiff der WTAG.

### Inhaftierung
Im September 1945 wurde Albert Janus von der britischen Militärbehörde im Internierungslager Nr. 5 Staumühle im Sennelager bei Paderborn inhaftiert. Janus gehörte zu einer Gruppe von 120 Wirtschaftsführern aus der Kohle- und Stahlindustrie, die dort aufgrund ihrer Tätigkeit in der Kriegswirtschaft inhaftiert wurden. Darunter befand sich auch Alfried Krupp von Bohlen und Halbach, der über enge Beziehungen zur britischen Verwaltung verfügte und sich für Hafterleichterungen für die Inhaftierten einsetzte. Die Ernährungslage der Inhaftierten war kritisch, die Rationen wurden mehrfach stark reduziert. Es kam zu Todesfällen durch Unterernährung und die Verhältnisse änderten sich erst nach einer Debatte im britischen Unterhaus im Mai 1946. Janus wurde, ohne dass ein Verhör oder eine Gerichtsverhandlung stattgefunden hätten, nach einem Jahr aus der Haft entlassen.

## Museum Folkwang
Albert Janus war 1922 maßgeblich am Erwerb des Nachlasses des Unternehmers Karl Ernst Osthaus aus Hagen beteiligt, dessen Folkwang Museum seine privaten Kunstsammlungen beherbergte und durch den Testamentsvollstrecker zum Verkauf stand. Am Erwerbsbeschluss waren der Essener Oberbürgermeister und spätere Reichskanzler Hans Luther, der Erste Beigeordnete der Stadt Essen, Paul Brandi, der Direktor des Städtischen Kunstmuseums Ernst Gosebruch, der Bankier Georg Hirschland, der Justizrat Salomon Heinemann und Albert Janus beteiligt. Albert Janus gelang es, die Finanzierung des Ankaufs in Höhe von 10 Millionen Reichsmark zu organisieren, wobei das RWKS einen Beitrag von 6 Millionen Reichsmark als Spende einbrachte. Die Universität zu Köln verlieh Albert Janus 1923 die Ehrenpromotion als „Retter des Museums Folkwang“.